# لیک‌ویل (مینه‌سوتا)
لیک‌ویل (به انگلیسی: Lakeville) شهری در شهرستان داکوتا ایالت مینه‌سوتا در کشور ایالات متحده آمریکا است که جمعیت آن در سرشماری سال ۲۰۱۰ میلادی، ۵۵۹۵۴ نفر بوده‌است.